# Andrea Olivero
Andrea Olivero (ur. 24 lutego 1970 w Cuneo) – włoski nauczyciel i działacz katolicki, w latach 2006–2012 prezes Chrześcijańskiego Stowarzyszenia Pracowników Włoskich (ACLI), jednej z najliczniejszych włoskich organizacji pozarządowych, a także senator.

## Życiorys
Ukończył studia filologiczne na Uniwersytecie Turyńskim, pracował jako nauczyciel łaciny i greki. Na początku lat 90. zaangażował się w działalność społeczną w ramach ACLI. Uczestniczył w projektach międzynarodowych tej organizacji, kierował jej strukturami w prowincji Cuneo i jedną z jej głównych instytucji edukacyjnych (Enaip)
W marcu 2006 został prezesem ACLI na szczeblu krajowym. Funkcję tę pełnił przez ponad sześć lat do grudnia 2012. Od grudnia 2008 był także rzecznikiem Forum Trzeciego Sektora (Forum del Terzo Settore), skupiającego około 80 organizacji społecznych. W 2013 Andrea Olivero zdecydował się na kandydowanie do parlamentu włoskiego z ramienia koalicji Z Montim dla Włoch, uzyskując mandat senatora XVII kadencji. W lutym 2014 został wiceministrem rolnictwa. W tym samym roku był jednym z założycieli nowego ugrupowania pod nazwą Democrazia Solidale. W grudniu 2016 w nowym gabinecie objął funkcję podsekretarza stanu w dotychczasowym resorcie, po czym w styczniu 2017 powrócił na stanowisko wiceministra, zajmował je do czerwca 2018.